# Libertyville (Illinois)
Libertyville es una villa ubicada en el condado de Lake en el estado estadounidense de Illinois. En el Censo de 2010 tenía una población de 20315 habitantes y una densidad poblacional de 857,04 personas por km².

## Geografía
Libertyville se encuentra ubicada en las coordenadas 42°17′10″N 87°57′51″O / 42.28611, -87.96417. Según la Oficina del Censo de los Estados Unidos, Libertyville tiene una superficie total de 23.7 km², de la cual 22.83 km² corresponden a tierra firme y (3.69%) 0.88 km² es agua.

## Demografía
Según el censo de 2010, había 20315 personas residiendo en Libertyville. La densidad de población era de 857,04 hab./km². De los 20315 habitantes, Libertyville estaba compuesto por el 90.1% blancos, el 1.23% eran afroamericanos, el 0.16% eran amerindios, el 5.73% eran asiáticos, el 0.04% eran isleños del Pacífico, el 1.05% eran de otras razas y el 1.7% pertenecían a dos o más razas. Del total de la población el 4.12% eran hispanos o latinos de cualquier raza.